# Szczaw kędzierzawy
Szczaw kędzierzawy (Rumex crispus L.) – gatunek rośliny z rodziny rdestowatych, o trudnym do ustalenia pochodzeniu. Zwyczajowo w niektórych okolicach nazywany kobylim szczawiem lub szczekajem. Aktualnie zasięg prawie kosmopolityczny. Naturalny obszar jego występowania to niemal cała Azja, Europa i Afryka Północna, rozprzestrzenił się też w obydwu Amerykach, w Australii, w Afryce, na wyspach Oceanu Indyjskiego. W Polsce gatunek pospolity.

## Morfologia

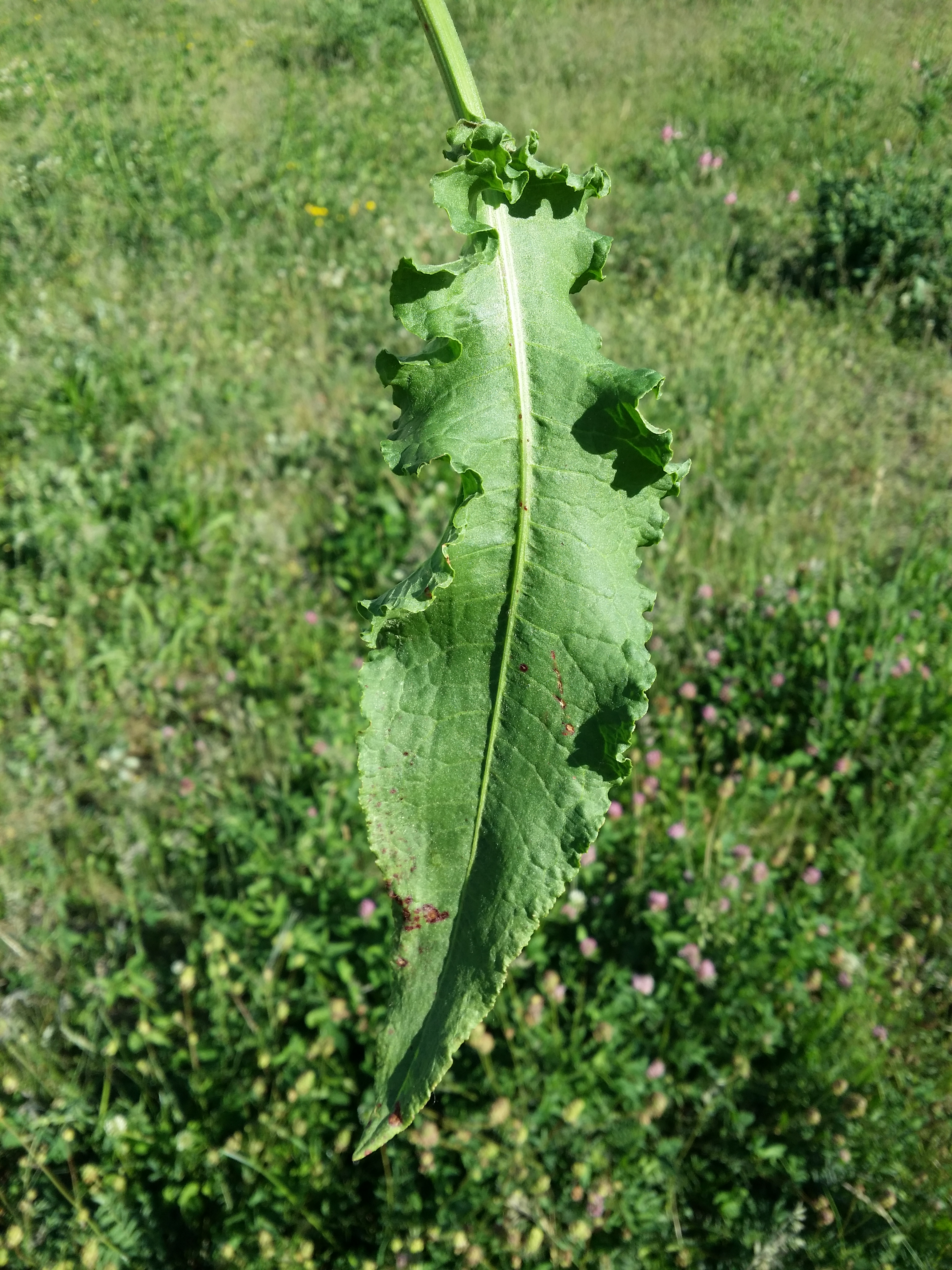
Liść

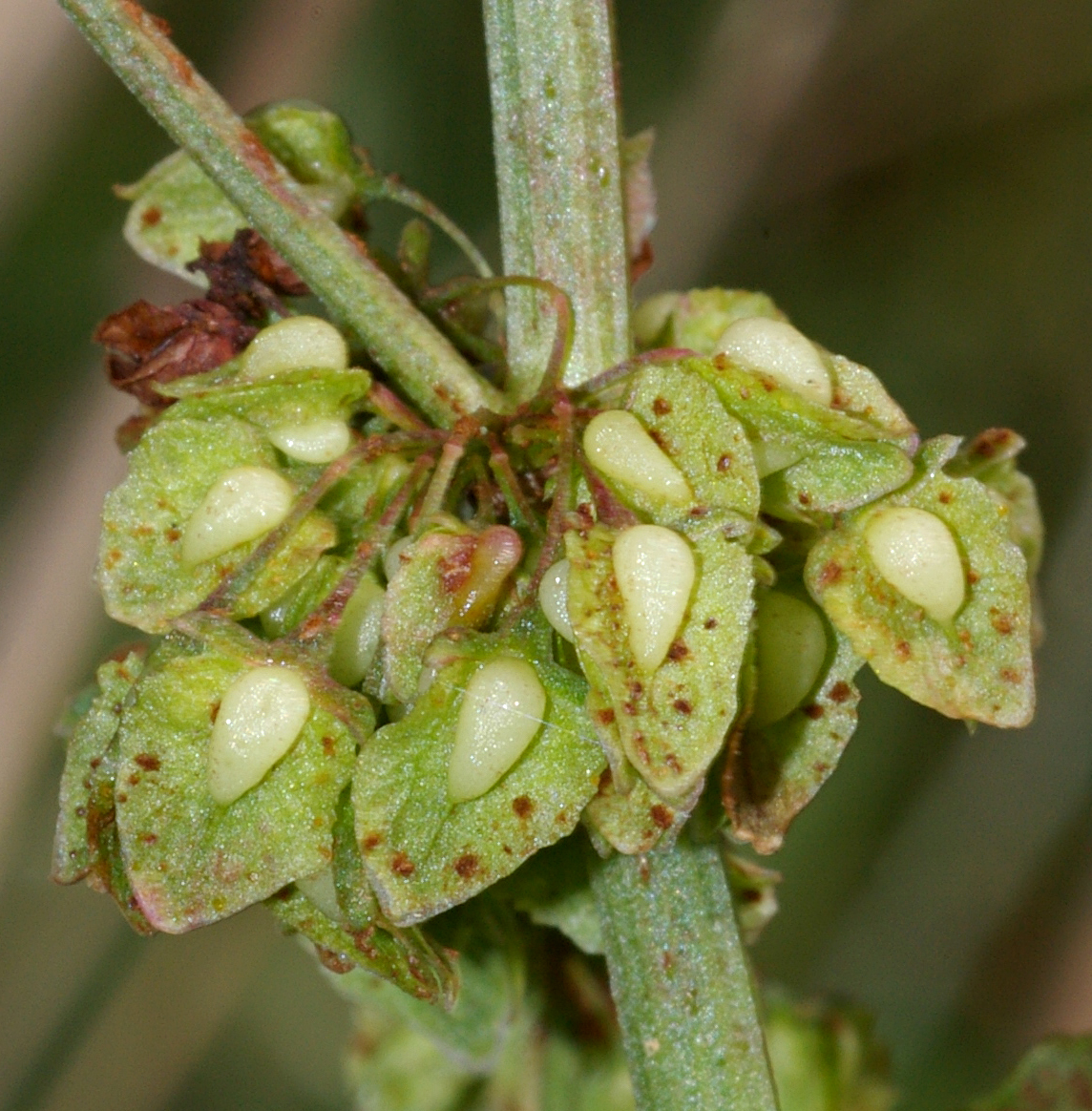
Owoce

PokrójWysokość do 100 (rzadko 150) cm, roślina naga, często czerwono nabiegła, przynajmniej łodyga.
PędSilnie zdrewniałe, pionowe kłącze, z którego wyrasta kanciasta łodyga, często czerwono nabiegła.
LiścieSilnie kędzierzawe. Liście odziomkowe żywozielone, z ogonkiem rynienkowatym i blaszką 4-8 razy dłuższą niż szeroką. Liście łodygowe drobniejsze, wszystkie brzegiem faliste.
KwiatySkupione w nibyokółkach. Działki okwiatu sercowate, zaostrzone lub zaokrąglone. Wewnętrzne listki okwiatu są prawie całobrzegie i posiadają duże guzki. Szypułka w górnej części wąskostożkowata.
OwoceTrójgraniasty orzeszek o szerokości 1,5-1,8 mm.

## Biologia i ekologia
Bylina, hemikryptofit. Kwitnie od czerwca do sierpnia. Kwiaty przedprątne, wiatropylne. Chwast ruderalny, rzadziej na polach, często na łąkach i pastwiskach. W klasyfikacji zbiorowisk roślinnych gatunek charakterystyczny dla rzędu (O.) Agropyro-Rumicion crispi, zespołu roślinności (Ass.) Ranunculo-Alopecuretum i gatunek wyróżniający dla związku zespołów (All.) Polygono-Chenopodion. Liczba chromosomów 2n = 50. 

## Zmienność
Tworzy mieszańce z sz. błotnym, sz. domowym, sz. gajowym, sz. lancetowatym (R. x schreberi Hausskn.), sz. nadmorskim, sz. omszonym, sz. tępolistnym (R. x confinis Hausskn.), sz. skupionym, sz. wodnym, sz. żółtym i in..

## Zastosowanie
- Roślina lecznicza : Dawniej stosowany jako roślina lecznicza w leczeniu biegunek.